# Boulevard Frère-Orban
Boulevard Frère-Orban, česky Bulvár Frère-Orban, je bulvár a jedna z hlavních dopravních tepen v centrální části belgického města Lutych (Liège) v provincii Lutych ve Valonsku. Nachází se na levém břehu řeky Máza (La Meuse) a kopíruje tvar jejího ohybu. V jižní části, od lávky La Belle Liégeoise a ulice Quai de Rome, vede bulvár na sever, kde navazuje na ulici Quai Paul van Hoegaerden. Přibližně v polovině délky bulváru jej protíná most Pont Albert Ier. Bulvár je pojmenován na počest belgického prezidenta Walthère Frère-Orbana, celým jménem Hubert Joseph Walthère Frère, který žil v letech 1812-1896.

## Další informace
Boulevard Frère-Orban je moderní víceproudová silnice s oddělenými jízdními pruhy v každém směru a cyklostezkami. Bulvár vede také kolem dvou říčních přístavů, parku Esplanade Albert 1er a zajímavých stromů.

## Galerie

Stavby a umělecká díla na ulici
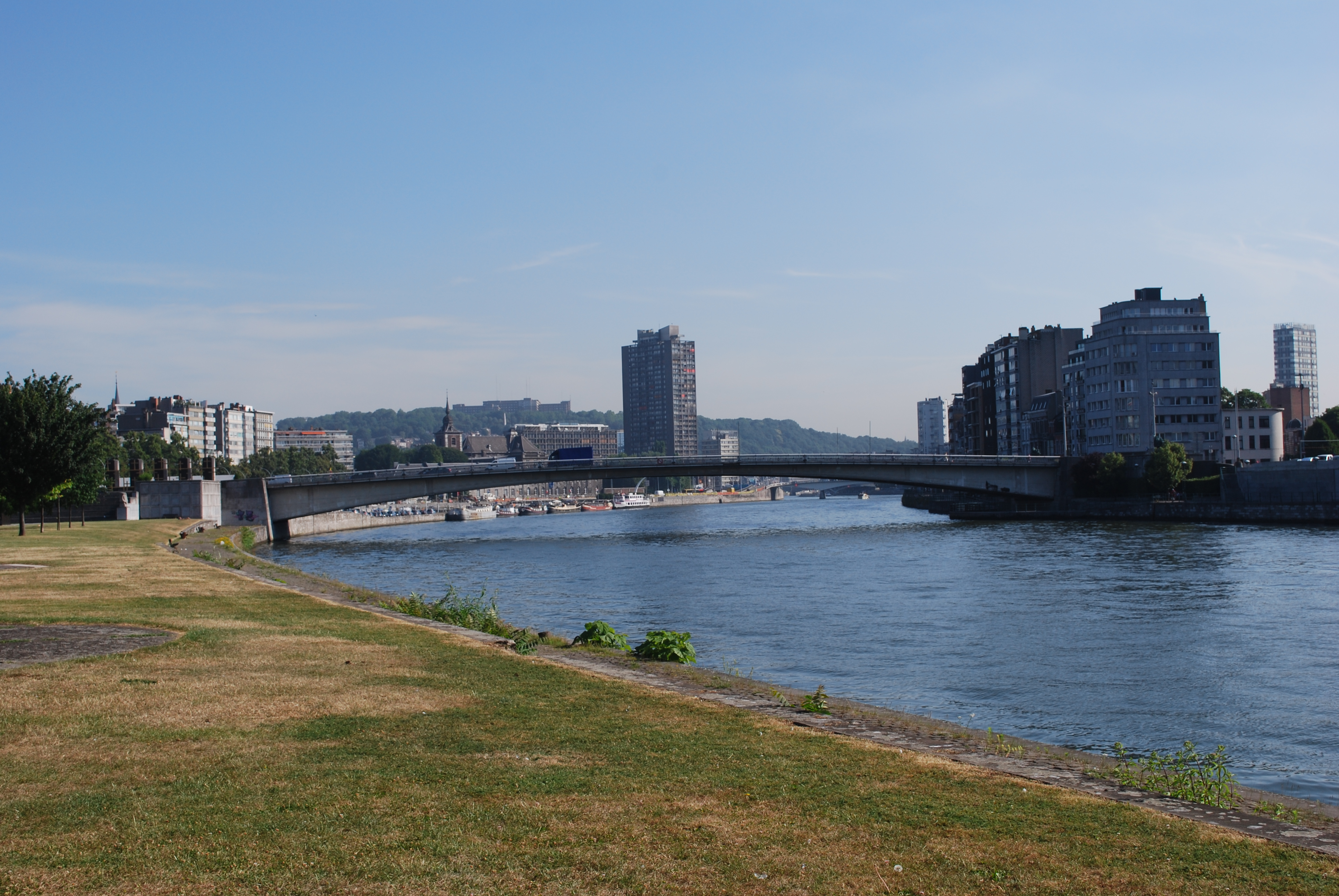
Řeka Máza
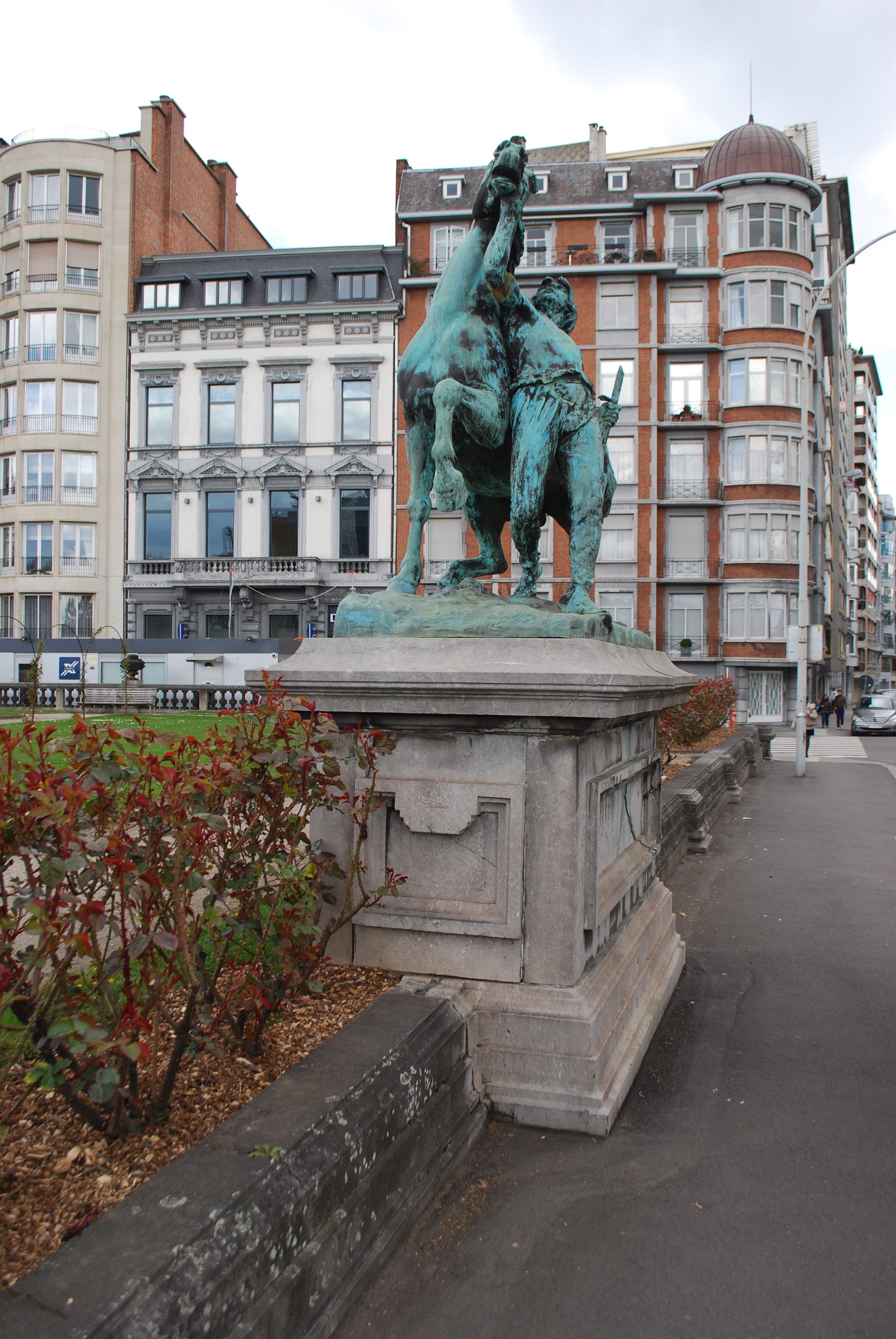
Jezdecká socha
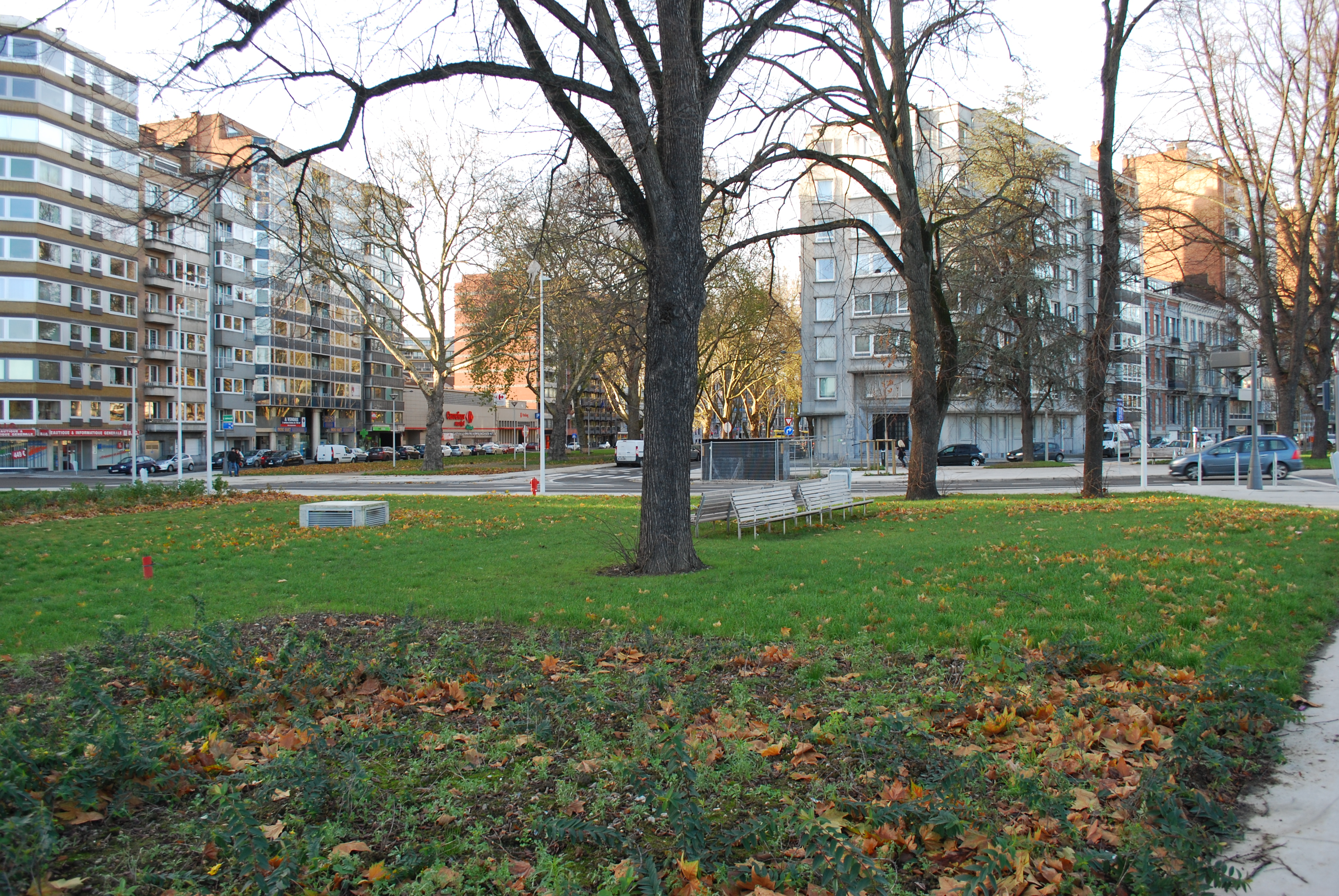
Parková úprava
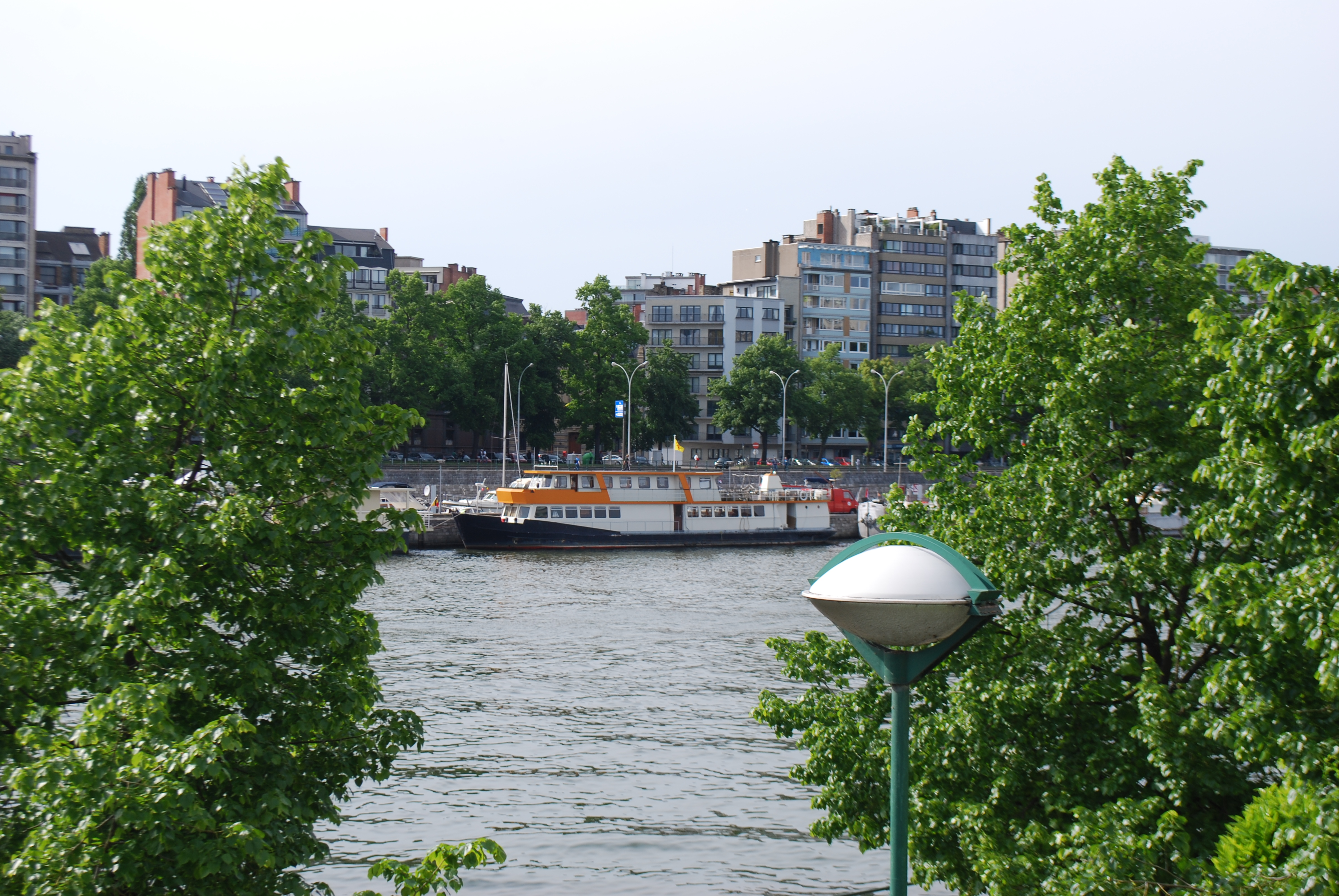
Řeka Máza